# Le Récit du colonel
Le Récit du colonel és una pel·lícula muda francesa dirigida per Louis Feuillade, produïda per Société L. Gaumont et compagnie i estrenada el 1907. Té una durada de 3 minuts i 50 segons.

## Sinopsi
Durant un àpat familiar ben regat, el vell coronel reviu les seves victòries amb gestos contundents. L'àpat acaba en batalla.

## Repartiment
- Alice Tissot
- Maurice Vinot
- Renee Carl